# 하비에르 콜론

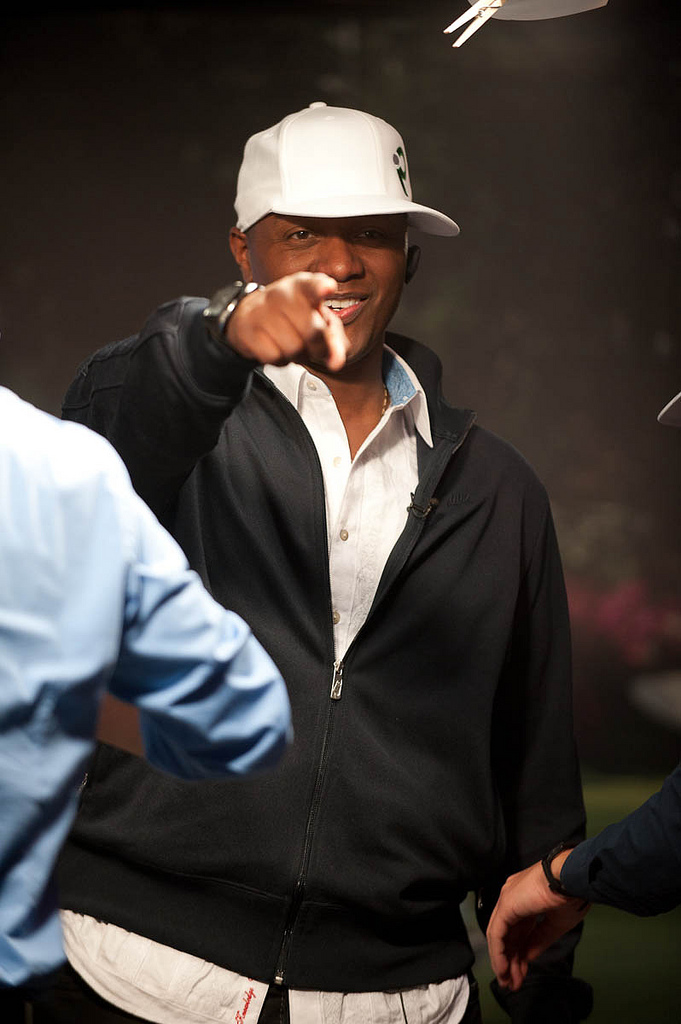

하비에르 콜론(Javier Colon, 1978년 4월 29일 ~ )은 미국의 가수이자 작사가이다. 《더 보이스》의 우승자이다.